# 小行星2523
小行星2523（2523 Ryba）是一颗围绕太阳公转的小行星。1980年8月6日，茲丹卡·瓦弗洛娃在克萊季发现了此天体。
該小行星以捷克作曲家雅各布·揚·萊巴命名。
这颗小行星的绝对星等为278.61365等。